# Heterophrynus pumilio
Espèce
Synonymes
- Phrynus pumilio Koch, 1840

Heterophrynus pumilio est une espèce d'amblypyges de la famille des Phrynidae.

## Distribution
Cette espèce est endémique du Pará au Brésil.

## Publication originale
- C. L. Koch, 1840 : Die Arachniden. Nürnberg, Achter Band, p. 1-40.